# Analmaye
Analmaye (... – 538 a.C.) è stato un sovrano del regno di Kush che regnò dal 542 a.C. al 538 a.C..
Succedette al re Malonaqen e precedette il re Amaninatakilebte.
Fu sepolto a Nuri.